# Flughafen Erfurt Weimar
Luchthaven Erfurt-Weimar is een internationale luchthaven gelegen in het Duitse Erfurt. In 2010 maakten 323.742 passagiers gebruik van de luchthaven.

## Fotogalerij

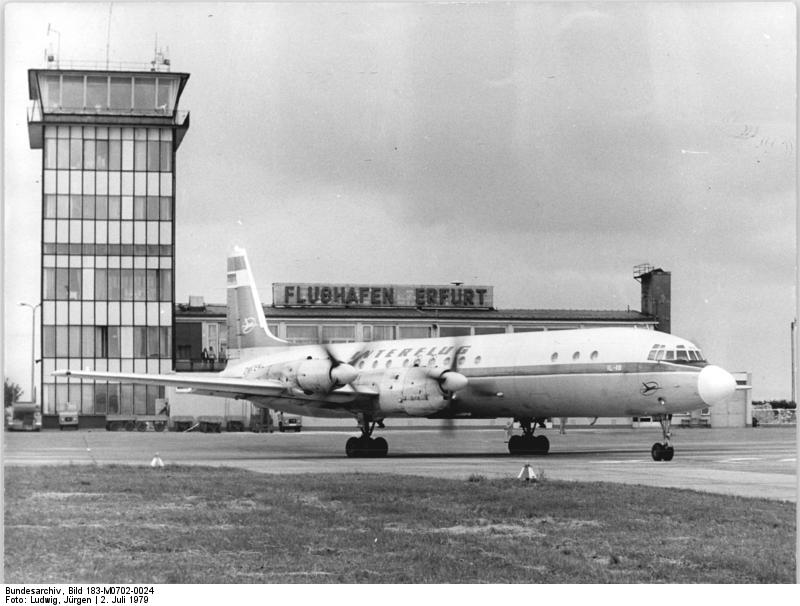
Luchthaven Erfurt Weimar in 1979
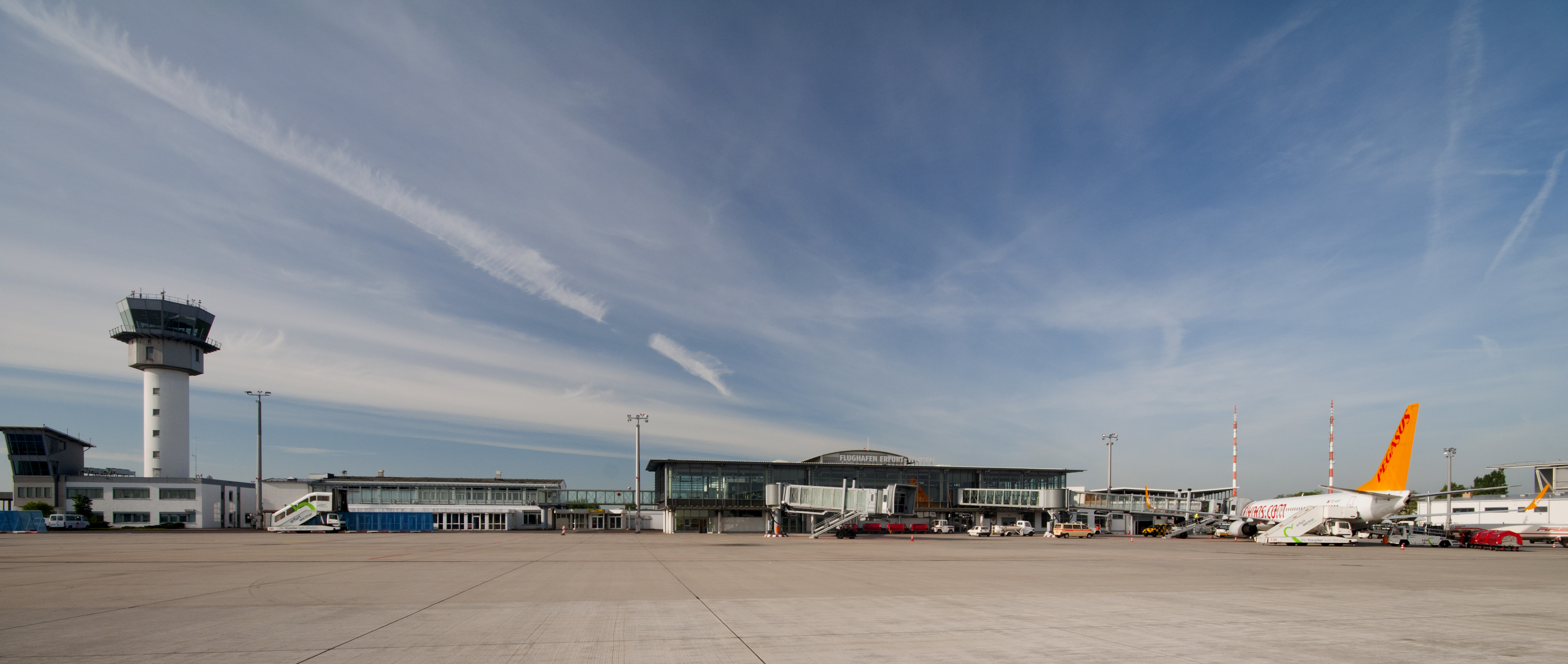
Luchthaven Erfurt Weimar
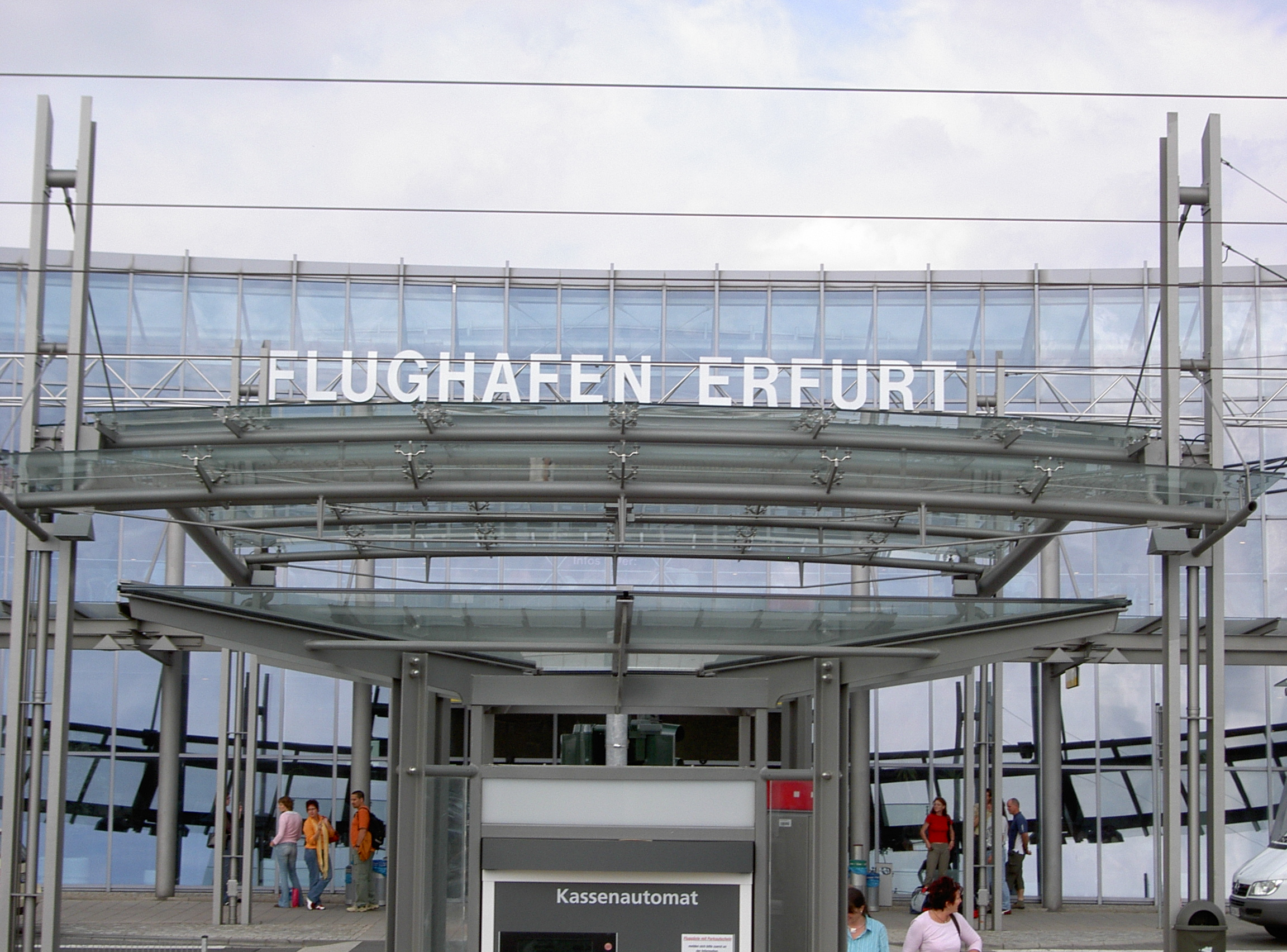
Ingang van de luchthaven
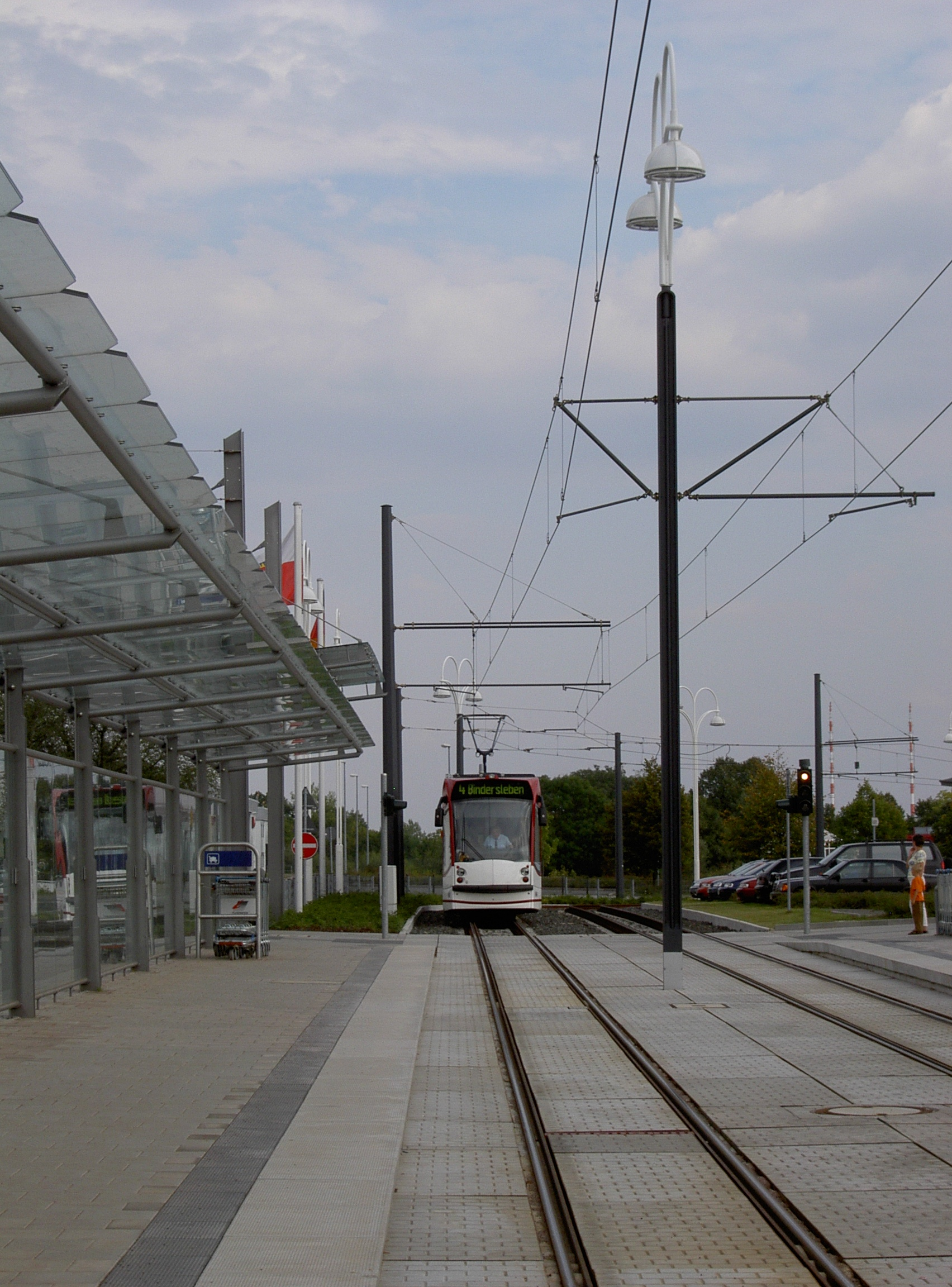
Tramstation aan de luchthaven
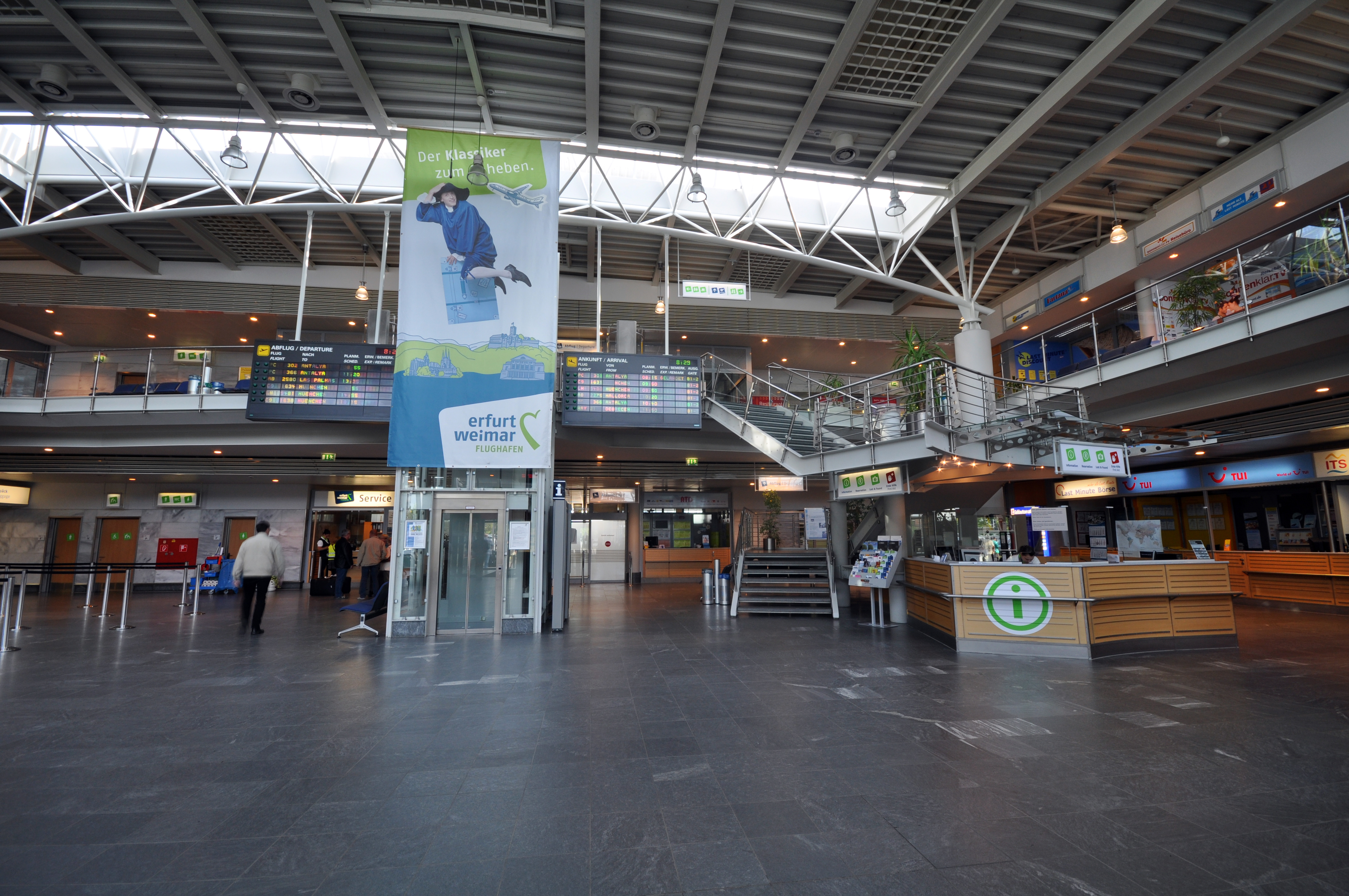
Vertrekhal
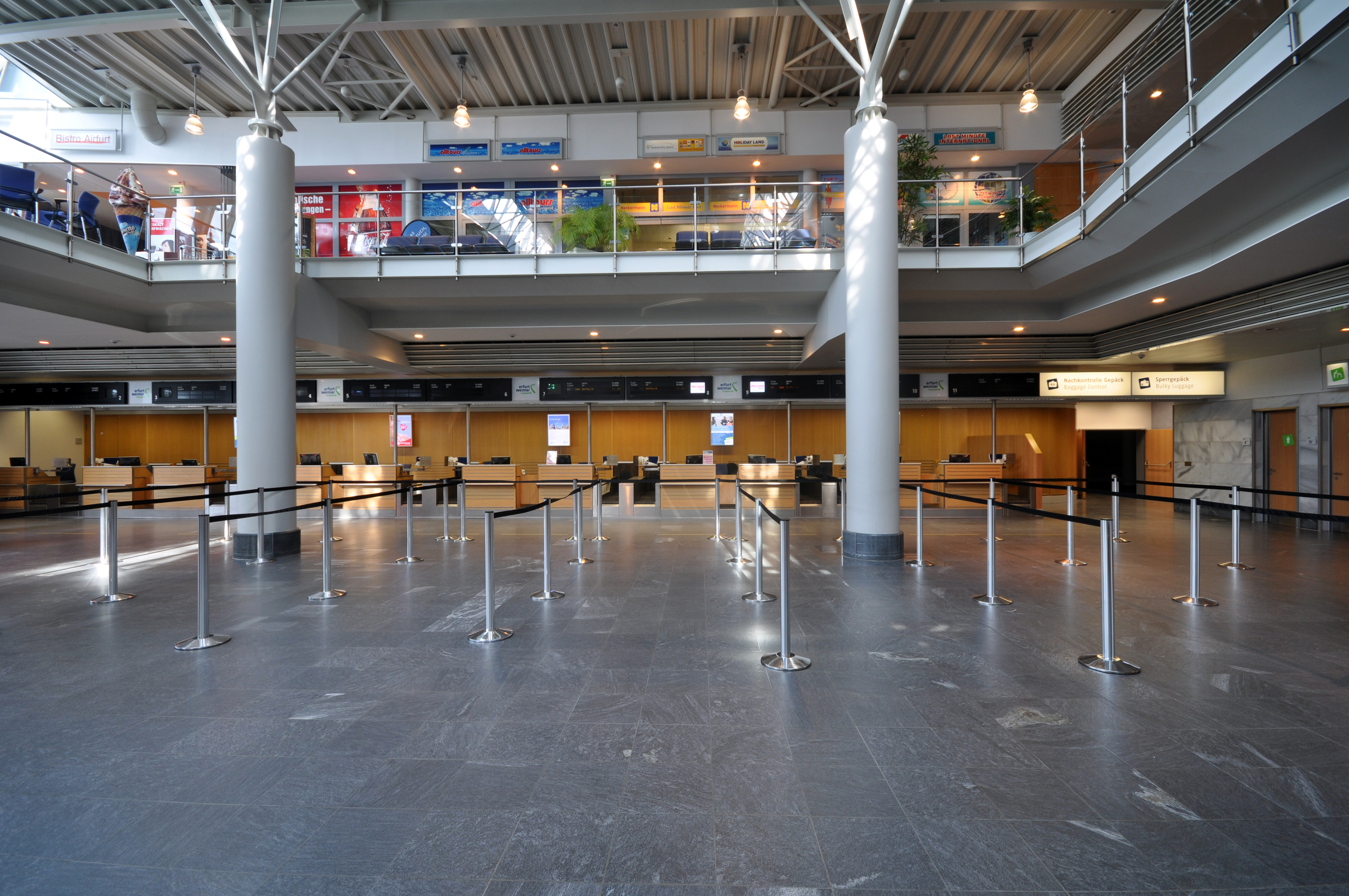
Check-in balies
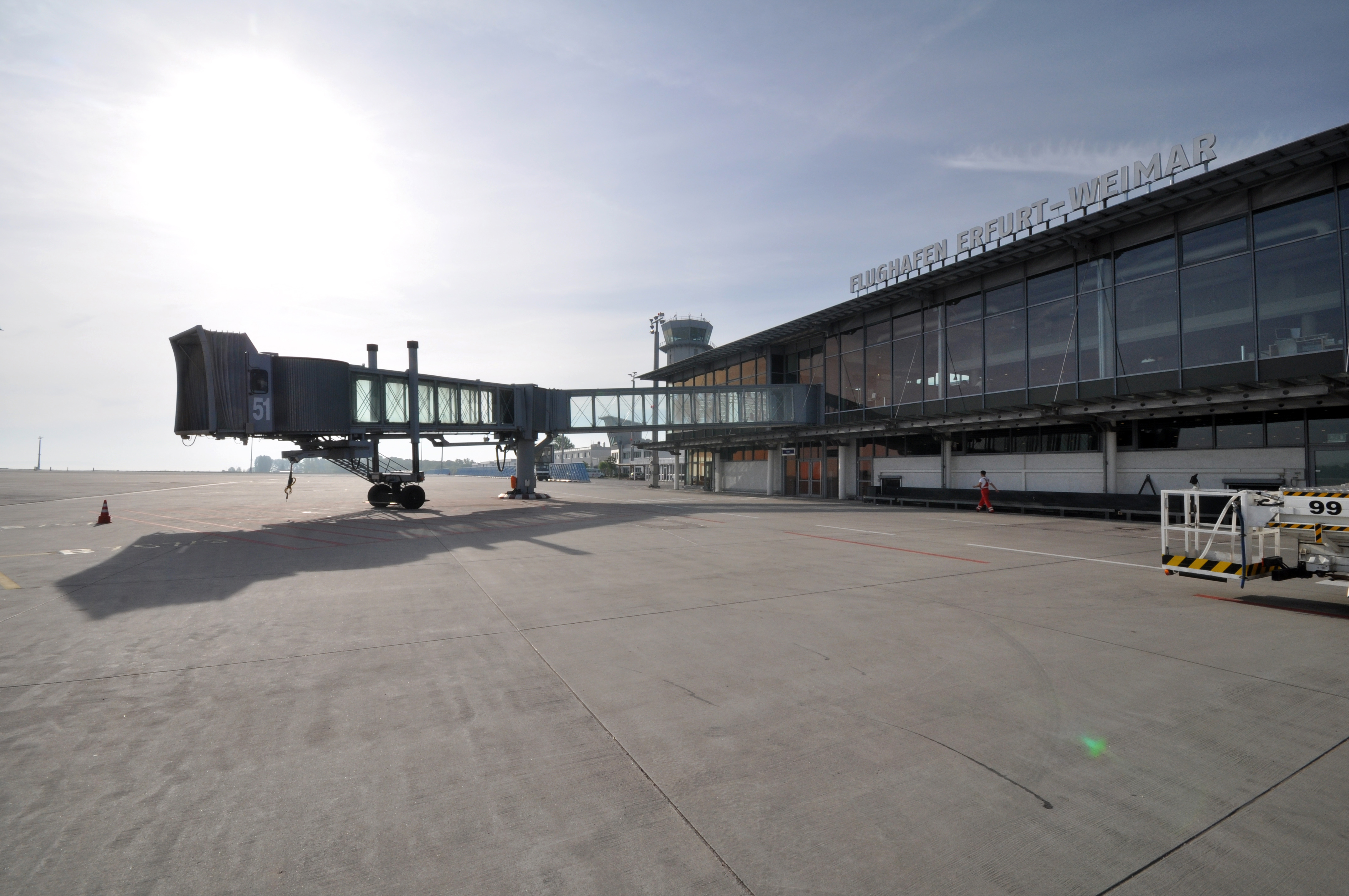
Vliegtuigslurf
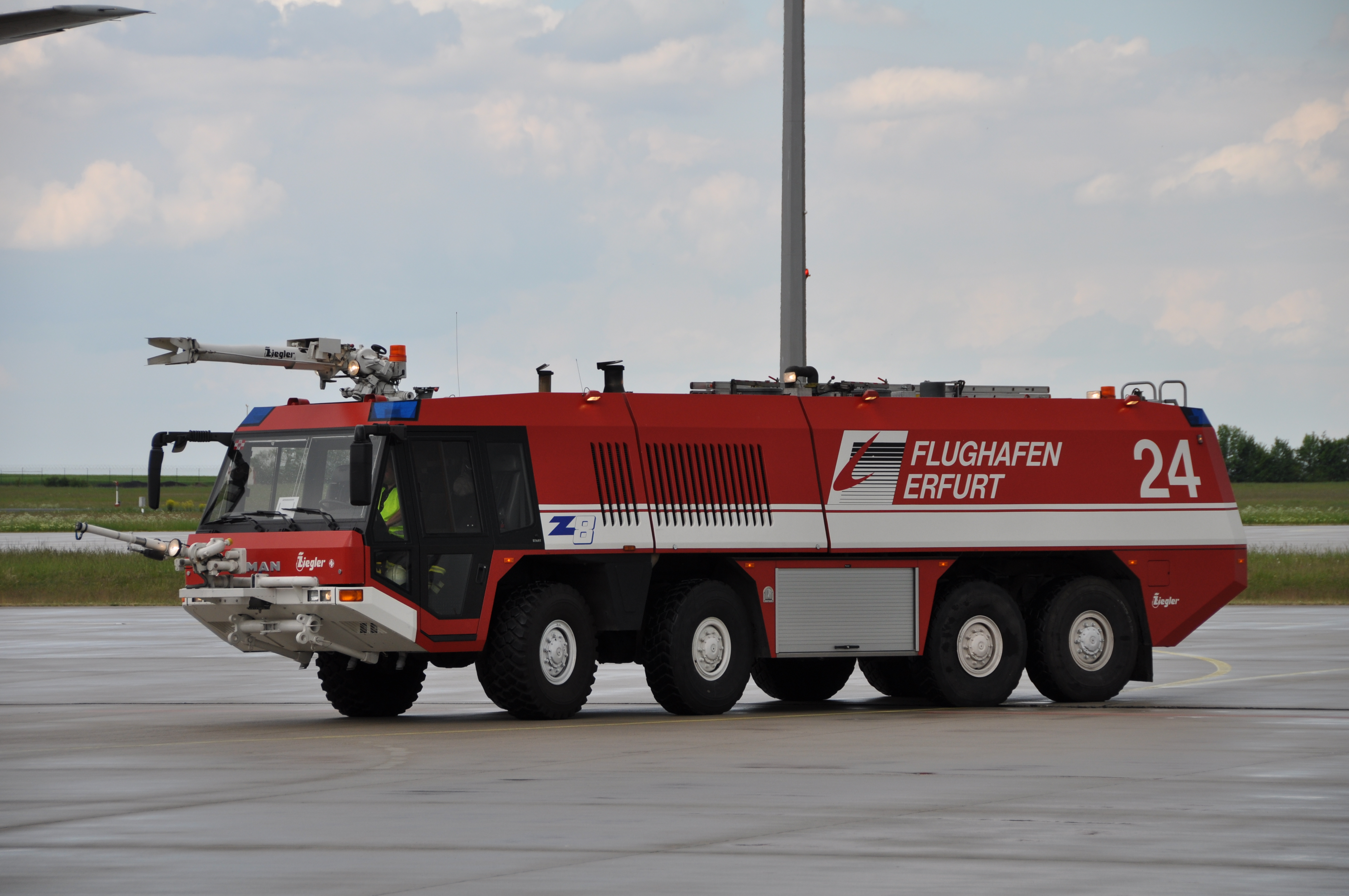
Brandweerwagen van de luchthaven
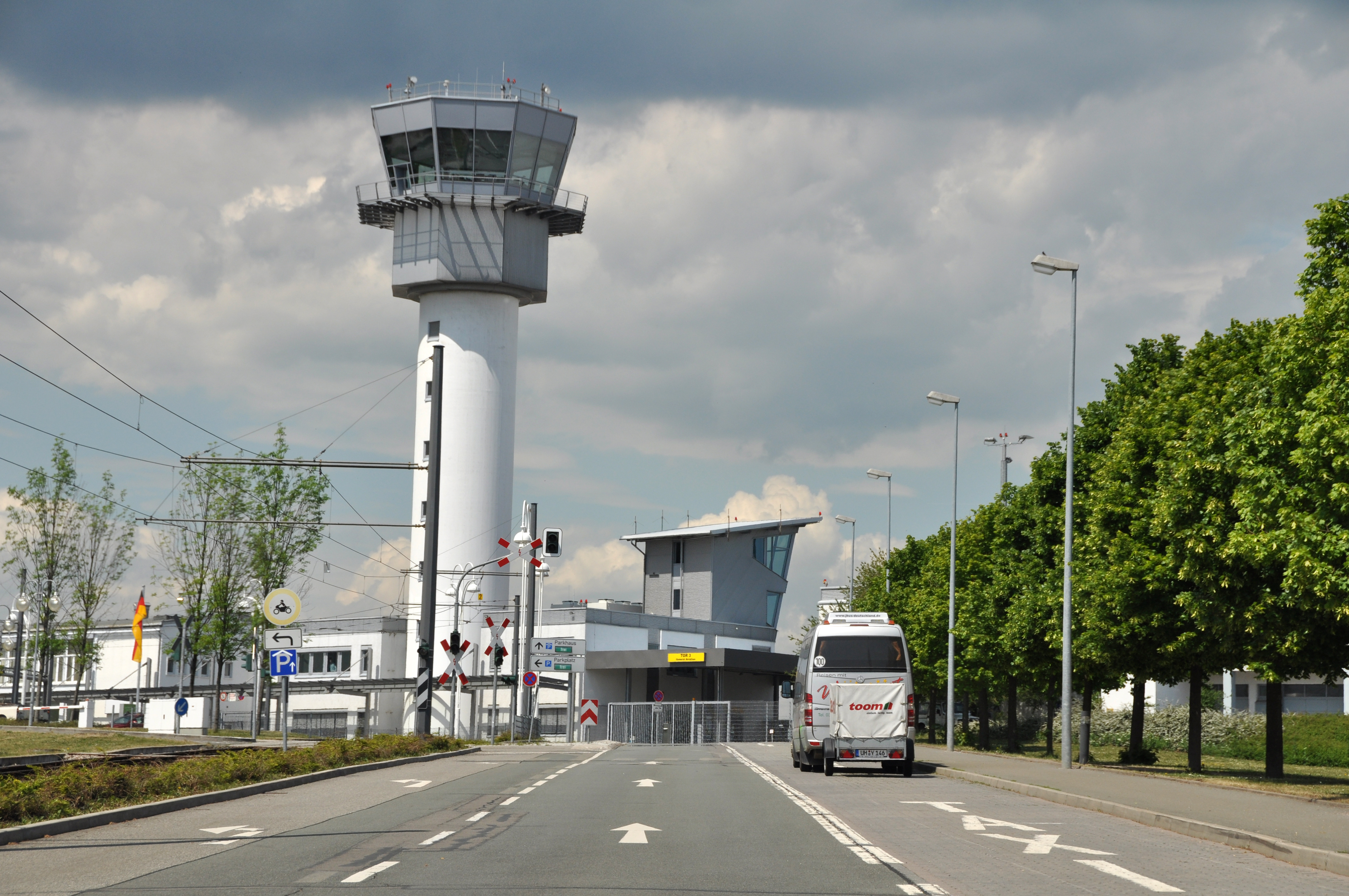
Controletoren